# Flossenbürg koncentrationslejr
|  | For artiklen om byen Flossenbürg i Bayern, se Flossenbürg (by) |
Flossenbürg var en nazitysk koncentrationslejr, der blev oprettet i maj 1938 i Oberpfalz i Bayern nær grænsen til Tjekkoslovakiet. Af dens omkring 96.000 fanger døde de 30.000 i lejren. En række prominente fanger blev holdt som gidsler: medlemmer af familierne Canaris, Stauffenberg, Gördeler, Schlabrendorff, Thyssen samt Leon Blum, A. Daehli, Horthy jr., Martin Niemöller, Hjalmar Schacht og Dietrich Bonhoeffer.
Ligesom Dachau, Mauthausen, Buchenwald og Gross-Rosen koncentrationslejr blev Flossenbürg anlagt ved et stenbrud. Flossenbürgs granitbrud var ophav til en stor del af den hvidplettede granit, som efter planen skulle bruges i "Soldaternes hal"  og ved opførelsen af andre bygninger i Hitlers Berlin.  Lejren blev befriet 23. april 1945 af amerikanske soldater, der fandt 1.600 fanger, hvoraf de fleste var døende.
I 2007 åbnede et museum i kz-lejren Flossenbürg med adresse Minneallé 5-7.

## Danskere i lejren
Blandt fangerne var Jørgen Mogensen, dansk vicekonsul i Danzig.  Han var arresteret for at have hjulpet den polske modstandsbevægelse; hans søster Lone blev sammen med sin polske mand, Lucian Maslocha, skudt af Gestapo i Hellerup.  Jørgen Mogensen fortæller om sit ophold i Flossenbürg, at hans kone i julen 1944 sendte ham en lille kage bagt af boghvede og lidt mel og vedlagt en grankvist: "Jeg spiste først kagen og bagefter grankvisten." Uden for i fangegården var juletræet sat op, pyntet med en galge og to hængte fanger. På hovedet havde de store farverige papirposer. Om aftenen spillede fangeorkestret julesange. "Det var den mest vanvittige og frygtelige juleaften i mit liv"; bøddelen Scharführer Karl Weihe fra Wormsdorf i Magdeburg-regionen var en lille mand på 53 år, der var seksuel sadist. "Da jeg var på gårdspladsen en gang efter en række henrettelser og kom forbi vagtrummet, så jeg gennem den halvåbne dør Weihe hoppe rundt og onanere." Weihe pralede en gang overfor en anden SS-mand af, at han havde affyret så mange nakkeskud efter hinanden, at pistolen løb varm og måtte skiftes ud. Dog foretrak han at hænge de dødsdømte. Han førte dem først til badecellen, hvor de måtte klæde sig af. Nøgne fik de hænderne bundet på ryggen med et stykke reb, så trak han alle ringe og religiøse tegn af dem, rev deres familiefotografier itu for øjnene på dem, og førte dem til henrettelsen. Der var ingen galge, kun kroge. Dagligt hængte Weihe mindst et dusin fanger. 11. januar 1945 hængte han to polske piger på tolv og tretten år, og da de var for lette, hængte han sig i pigernes fødder og trak, til de døde. Om søndagen slappede han af i lejrens bordel. 
En anden dansk fange var efterretningsofficer ritmester Hans Lunding. Hans celle lå ved siden af cellen, hvor Abwehr-chefen Wilhelm Canaris sad. De to kommunikerede ved morsebanketegn. Lunding vågnede, da Canaris blev hentet til henrettelse, og fik gennem dørsprækken et glimt af den nøgne mand. 9. april 1945 blev de to danskere evakueret med lastbil til Dachau, da fronten rykkede nærmere. Bøddelen, Scharführer Weihe, gik i dækning og er aldrig blevet fundet. Blandt de prominente fanger var general Georg Thomas,  franske generaler, kong Leopold 3. af Belgien og medlemmer af fyrstehuset Wittelsbach. De stod så tæt, at prinsen af Hessen besvimede undervejs. Lunding måtte sidde på skødet af Mogensen. De almindelige fanger blev drevet til fods fra Flossenbürg til Dachau, i kolonner på tusinder, og de fleste omkom på vejen. Den østrigske kansler Kurt Schuschnigg og hans kone Vera sad i lejren. Deres treårige datter Cissy, som var født i lejren kendte ikke noget andet. Hun løb efter bøddelen Weihe og var hans ekko, når hun med høj barnestemme efterlignede, at han brølede til de dødsdømte, at de skulle komme ud af cellerne. 

## Lejrkommandanter
- SS-Sturmbannführer – Jacob Weiserborn – maj 1938 – januar 1939
- SS-Obersturmbannführer – Karl Kunstler – januar 1939 – juli 1942
- SS-Hauptstrumführer – Karl Frizsch – juli 1942 – september 1942
- SS-Sturmbannführer – Egon Zill – september 1942 – april 1943
- SS-Sturmbannführer – Max Kögel – april 1943 – april 1945